# 243-as busz (Budapest)
A budapesti 243-as jelzésű autóbusz a III. kerületben a békásmegyeri HÉV-állomás és a Pince köz között közlekedik körjáratként. A járműveket az Óbudai autóbuszgarázs állítja ki.

## Története
2008. szeptember 6-án 243-as jelzéssel indítottak új járatot, amely késő esténként és hétvégén hajnalban a 143-as és 186-os buszok helyett közlekedik betérve a Donát utca és a Pince köz megállókhoz. A vonalon 2012. január 16-ától első ajtós felszállási rend van érvényben. 2020. november 2-ától egész nap közlekedik a 143-as és 186-os buszok megszűnésével, de a kört az ellenkező irányban teszi meg és a Pusztadombi utcát nem érinti.A Pusztadombi utca, az Égető utca és a Táncsics Mihály utca megálló a módosított útvonalon közlekedő 160-as busszal érhető el.

## Útvonala
| Békásmegyer H → Pince köz → Donát utca → Békásmegyer H | Békásmegyer H → Pince köz → Donát utca → Békásmegyer H |
| --- | ------------------------------------------------------ |
| Békásmegyer H vá. – Ország út – Szentendrei út – Hollós Korvin Lajos utca – Ezüsthegy utca – Hősök tere – Kőbánya utca – Pince köz, forduló – Kőbánya utca – Hősök tere – Ezüsthegy utca – Donát utca – Szentháromság utca, forduló – Donát utca – Táncsics Mihály utca – Ország út – Békásmegyer H vá. |                                                        |

## Megállóhelyei
| 0  | Békásmegyer H végállomás |                            |
| 0  | Pünkösdfürdő utca        |                            |
| 1  | Nád utca                 | 160                        |
| 2  | Zemplén Győző utca       | 160                        |
| 2  | Hősök tere               | 160                        |
| 3  | Hősök tere               |                            |
| 3  | Tamás utca               |                            |
| 5  | Pince köz                |                            |
| 5  | Tamás utca               |                            |
| 6  | Hősök tere               | 160                        |
| 7  | Templom utca             | 160                        |
| 7  | Gulácsy Lajos utca       | 160                        |
| 9  | Donát utca               |                            |
| 10 | Doboz utca               | 160                        |
| 11 | Békásmegyer H végállomás | 34, 134, 160, 204, 296 869 |